# Ruby Dandridge
Ruby Dandridge, pseudonimo di Ruby Jean Butler (Wichita, 3 marzo 1900 – Los Angeles, 17 ottobre 1987), è stata un'attrice e conduttrice radiofonica statunitense.
Fu madre dell'attrice Dorothy Dandridge. Era nota come conduttrice radiofonica prima di intraprendere la carriera cinematografica.

## Biografia
Di discendenza nativa americana e giamaicana, era figlia di Nellie Simon e George Butler, amministratore locale, preside scolastico e intrattenitore, a cui la Dandridge si ispirò nell'intraprendere la carriera artistica.
Il 30 settembre 1919 sposò Cyril Dandridge, diacono ed ebanista, col quale si trasferì a Cleveland, in Ohio, dove nacquero le figlie Vivian nel 1921 e Dorothy nel 1922. Cinque mesi prima della nascita di Dorothy, i due divorziarono, e la Dandrige si trasferì in un appartamento con le figlie. Qui, da sola, dovette crescere e mantenere le figlie lavorando come donna delle pulizie, senza però rinunciare alle sue aspirazioni artistiche di cantante nelle chiese e di attrice in gruppi teatrali locali.
Un'amica di famiglia, Geneva Williams, insegnò a Dorothy e Vivian a suonare il pianoforte e a perfezionarsi nel ballo e nel canto. Vedendo i progressi delle bambine, la Williams e la madre progettarono un futuro artistico per loro, e, sotto il nome di "The Wonder Children", intrapresero un tour nelle chiese del sud degli Stati Uniti. Con la Williams, la Dundridge intraprenderà poi anche una relazione sentimentale.
Con l'inizio della Grande depressione, il lavoro inizia a diminuire, e la madre si trasferì ad Hollywood in cerca di fortuna guadagnandosi da vivere con piccoli lavori in radio e nel cinema. Qui intraprende una carriera prima come conduttrice, cantante e star radiofonica, ottenendo discreto successo negli Stati Uniti, poi come attrice, pur con parti spesso molto brevi e non accreditate. Compare in pellicole come California del 1944, Saratoga del 1945 e Un uomo da vendere di Frank Capra del 1959 con Frank Sinatra.

## Il declino e la morte
Dopo il decesso prematuro della figlia Dorothy nel 1965, la Dandridge si ritirò a vita privata. Morì nel 1987 per attacco cardiaco all'età di 87 anni. È sepolta accanto alla tomba della figlia Dorothy al Forest Lawn Memorial Park Cemetery di Glendale, in California.

## Filmografia parziale

### Cinema
- King Kong, regia di Merian C. Cooper ed Ernest B. Schoedsack (1933) - non accreditata
- Midnight Shadow (1939)
- Broken Strings (1940) - non accreditata
- La sera prima del divorzio (The Night Before the Divorce) (1942) - non accreditata
- Gallant Lady (1942)
- Tish (1942) - non accreditata
- A Night for Crime (1943)
- Corregidor (1943)
- Due cuori in cielo (Cabin in the Sky), regia di Vincente Minnelli (1943)
- Melody Parade (1943)
- Il signore in marsina (I Dood It), regia di Vincente Minnelli (1943) - non accreditata
- Never a Dull Moment (1943) - non accreditata
- Hat Check Honey (1944) - non accreditata
- Ladies of Washington (1944) - non accreditata
- Carolina Blues, regia di Leigh Jason (1944) - non accreditata
- California (Can't Help Singing), regia di Frank Ryan (1944)
- L'ora di New York (The Clock), regia di Vincente Minnelli (1945) - non accreditata
- Donnine d'America (Junior Miss) (1945)
- Saratoga (Saratoga Trunk), regia di Sam Wood (1945) - non accreditata
- Inside Job (1946) - non accreditata
- Tre ragazze in blu (Three Little Girls in Blue), regia di H. Bruce Humberstone e John Brahm (1946) - non accreditata
- Home in Oklahoma, regia di William Witney (1946)
- Solo chi cade può risorgere (Dead Reckoning), regia di John Cromwell (1947) - non accreditata
- Non tormentarmi più (The Arnelo Affair) (1947)
- My Wild Irish Rose (1947)
- La quercia dei giganti (Tap Roots), regia di George Marshall (1948)
- L'uomo che era solo (Father Is a Bachelor) (1950) - non accreditata
- Un uomo da vendere (A Hole in the Heart), regia di Frank Capra (1959)

### Televisione
- Yancy Derringer – serie TV, episodio 1x31 (1959)
- Scacco matto (Checkmate) – serie TV, episodio 1x13 (1960)
- The Dick Powell Show – serie TV, episodio 1x09 (1961)
- Il padre della sposa (Father of the Bride) – serie TV, episodio 1x25 (1962)